# 羊蹄丸
羊蹄丸（ようていまる）は、1965年（昭和40年）から1988年（昭和63年）まで日本国有鉄道（国鉄）および北海道旅客鉄道（JR北海道）の青函航路で運航された客載車両渡船で、同航路における羊蹄丸という船名は2代目であった。

## 概要
※津軽丸型の詳細は津軽丸 (2代)参照
1960年代初頭（昭和30年代半ば過ぎ）の青函連絡船の主力は、未だ終戦前後に建造された船質の良くない戦時標準船、ならびにそれに準じる船で、既に老朽化著しく、これらの代替と、高度経済成長による輸送需要の急激な増大に対応するため建造されたのが津軽丸型客載車両渡船で、羊蹄丸（2代）はその第6船であった。この津軽丸型は洞爺丸事故や紫雲丸事故を教訓にし、安全性を格別に重視して設計されたが、それだけにとどまらず、当時の造船・海運界最先端の自動化・遠隔操縦化技術を取り入れ、航海速力の18.2ノットへの向上と港内操船能力の向上で、青森 - 函館間113.0kmの所要時間を従来の4時間30分から3時間50分に短縮し、海の新幹線と呼ばれた。
津軽丸型6隻の船名は一応公募という形が取られたが、本船の船名は洞爺丸型の羊蹄丸（初代）から引き継がれたもので、1977年（昭和52年）に船体に取り付けられた羊蹄山とイルカが描かれたシンボルマークもこれに由来した。終航後は、1992年（平成4年）に イタリア、ジェノヴァ国際博覧会に展示。1996年（平成8年）3月22日から2011年（平成23年）9月30日まで東京の船の科学館に展示された後、2011年（平成23年）11月に愛媛県新居浜市へ譲渡。2012年（平成24年）7月から翌年4月にかけ、香川県 多度津町で解体された。

### 建造
現在はテーマパーク「ユニバーサル・スタジオ・ジャパン」となっている場所にあった日立造船株式会社桜島工場の第4,068番船として建造されたが、本造船所にとって青函連絡船建造は初めてであった。建造方式は津軽丸型の他船同様、既に当時広く普及していたブロック工法で、これは予め工場で分割製作された船体ブロックを船台上で電気溶接してつないでゆく工法であった。複数のブロックを同時に製作できるため工期短縮ができたが、溶接により熱せられた鋼板が冷却とともに縮むことを念頭に、ブロックを船台上に搭載する「位置決め」が重要であった。さらに客載車両渡船では、構造が複雑なため溶接使用量が多く、また軽量化のため比較的薄い鋼板を用いたこともあり、溶接による歪の発生が多発し、歪取り作業が増加して船体収縮や船体変形の傾向を強めた。しかし船体の長さが計画より縮むことは、鉄道車両を積載する船内軌道の有効長が縮むことになり、これは計画した車両数を積載できなくなることを意味した。このような困難な課題を克服しながら、本船は計画通りの寸法で完成することができた。なお積載車両数は、左舷側の船1番線から、ワム換算で12両、14両、10両、12両の合計48両であった。

### 3時間50分運航のため
航海速力を従来の14.5ノットから18.2ノットに上げるには、約2倍のエンジン出力が必要で、これを従来船のように背の高い主軸直結低速ディーゼルエンジンで実現することは、機関室の天井の低い客載車両渡船では困難であった。このため、背の低い中速ディーゼルエンジン8台を搭載し、片舷4台ずつ、流体継手と1段減速歯車を介して各舷の主軸につなぐマルチプルエンジン方式を採用し、航海速力18.2ノットに必要なエンジン出力を確保した。これらの主軸につながる推進用プロペラには当時日本最大の可変ピッチプロペラ（Controllable Pitch Propeller, CPP）を採用し、また舵の効かない低速時にも船首を回頭できる可変ピッチプロペラ式のバウスラスター （Bow Thruster, BT）も装備し、これらを操舵室から遠隔操縦することで、港内での操船性能を著しく向上させ、離着岸に要する時間も短縮し、安定した3時間50分運航を実現した。さらに陸上設備改良による55分停泊もあり、従来の1日1隻2往復を2.5往復に増やし、稼働率向上に寄与した。

### 機関部重量増加対策等
津軽丸型第4船 大雪丸（2代）・第5船 摩周丸（2代）と第6船の本船の3隻では、主機械と主発電機原動機に三井B&Wの26型機関が採用されたが、津軽丸型第3船までの川崎MANの22/30型に比べると重く、機関部全体で約100トンの重量増加となった。このため船体の一層の軽量化が求められ、第3船までは内部構造物だけに使用されていた溝形プレスを施した薄鋼板「コルゲートプレート」（ハット・プレート）が航海甲板の甲板室外板へ広く採用され、外観上の特徴となった。
ほぼ同時並行建造の摩周丸（2代）同様、寝台車航送への準備工事として車両甲板プラットホームから2等出入口広間への階段設置や、航海甲板後端後部消音器室後ろ側への歩行スペース拡張、鎖レバー・ブロック式甲種緊締具の部分導入も行われた。
当時最先端の自動化・遠隔操縦化技術の導入で、運航定員を先代の羊蹄丸の半数以下の53名とした。津軽丸型は年間3隻のペースで連続建造され、当初、6隻目の本船で建造終了の予定であったため、シリーズ最終船として、本船のみ船名のイニシャルを前部マストに表示しなかったとされたが、その後も続く客貨需要の増大に対応するため、第7船の十和田丸（2代）が追加建造されている。

### 安全対策
車両甲板船尾開口部への水密扉設置はもちろんのこと、車両甲板下の船体を12枚の水密隔壁で13区画に分け、隣接する2区画に浸水しても沈まない構造とし、船体中央部の5区画では、船底だけでなく側面もヒーリングタンク等で二重構造とした。さらに乗客全員を収容できる多数の膨張式救命いかだ（ライフラフト）と、緊急時に海面に投下された救命いかだへ、客室から乗り移るための世界初の膨張式滑り台、火災警報装置、スプリンクラーなどの安全設備が装備された。

## 船体色

### 建造中 - 現役時代
国鉄連絡船の外舷色は黒と決められていたが、洞爺丸の代船として建造された十和田丸（初代）であさい緑（10GY6/4）が採用され、これが好評であったことから、既存の車載客船もその後、全船、緑系統の“とくさ色”（10GY5/4）に塗色変更されていた。津軽丸型では、当初、船体の塗色は建造する造船所に一任されていたが、その結果、津軽丸（2代）以外は全て、無難と思われた緑系統の塗色で工事が進められた。このため、本船でも、外舷下部をあさい緑（10GY6/4）、上部を象牙色（2.5Y9/2）塗装で建造中のところ、青函連絡船を運用していた現地局から、まぎらわしいので、船ごとに色を塗り分けて欲しいとの要望があり、本船では進水後にエンジ（4.5R3.3/9）とクリーム色（2.5Y9/4）に塗り替えられた。その後、津軽丸型では各船すべて違う船体色に塗り分けられることとなり、結果「津軽海峡に美しい花が咲いた」と喜ばれた。なおこのエンジ色は1958年（昭和33年）11月東海道本線で運転開始した初の電車特急151系「こだま」の窓周りの色であった。

### 展示中
ジェノヴァ国際博覧会日本館パビリオンに使用する際に外装を白/青へと塗色変更。その後、船の科学館での展示に際し塗り分け線が下げられるなど、青函連絡船当時とは異なる外観となっていたが、2003年（平成15年）に現役当時の塗色へ復元された。

## ファンネルマーク

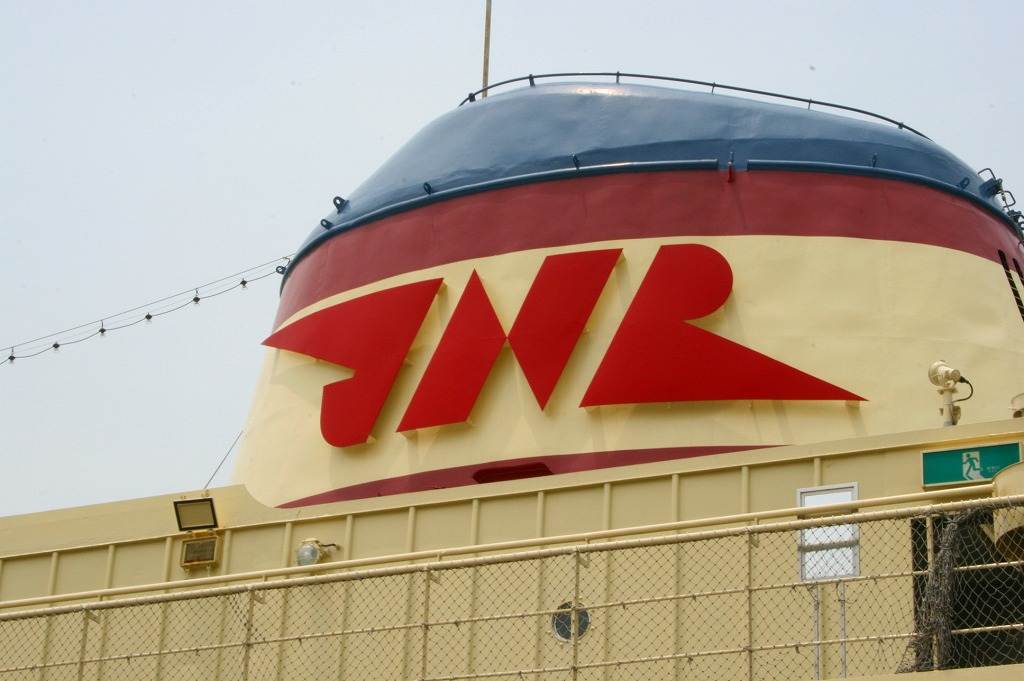
煙突にあるJNR（国鉄）ロゴ

ファンネルマークは煙突につけられた所有者を識別するマークで、比羅夫丸・田村丸就航翌年の1909年（明治42年）、かつて官設鉄道が創業時から1885年（明治18年）まで所属していた工部省の「工」の赤文字をファンネルマークとすることを「鉄道院汽船塗装規程第4条」で規定し、以後長らく「工」が使われてきたが、1964年（昭和39年）建造の津軽丸（2代）からは、151系「こだま」形特急電車に取り付けられた日本国有鉄道「JNR」(Japanese National Railways)を図案化したマークを赤色（7.5R4/14）にし、ファンネルマークとして使用した。しかしこのマークのオリジナルの縦横比は1：8とファンネルマークには横長過ぎたため、松前丸（2代）以外の津軽丸型第1 - 5船では縦横比1.5：8に修正のうえ、煙突にはJNRマークが収まる白鉢巻塗装を施し、本船および、それ以降に建造された渡島丸型 6隻では、さらに2：8に修正し、鉢巻もそれに合わせ太くし、その鉢巻上に貼り付けられた。
1987年（昭和62年）の国鉄分割民営化により青函連絡船はJR北海道に継承され、船籍港は国鉄本社のあった東京から青函連絡船母港の函館に変更され、ファンネルマークもJR北海道のマーク「JR」 (コーポレートカラーはライトグリーン)に変更されたが、JNRほど横長ではないJRマークを、変形することなくJNRが収まっていた太さの異なる鉢巻に合わせた大きさで作成されたため、大小2種類のJRマークが出現した。なお、ジェノヴァ国際博覧会の展示船への改造時に、ファンネルマークは｢JNR｣に戻され、船籍港も東京に戻された。

## 沿革

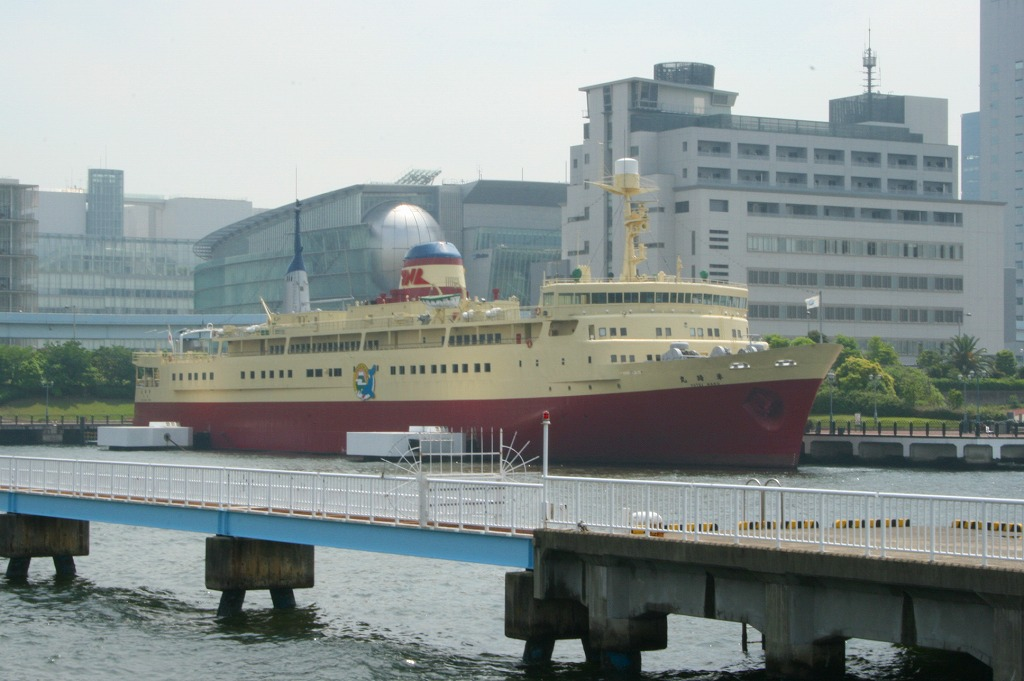
船の科学館にて係留中の羊蹄丸

- 1964年（昭和39年）10月8日 - 起工
- 1965年（昭和40年）
  - 7月20日 – 竣工
  - 7月26日 - 函館第1岸壁8時55分回着[27]
  - 7月29日 - 函館第4岸壁9時00分発、速力試験後、14時40分沖発　青森第2岸壁19時20分着の7210便で試運航[28]
  - 8月5日 - 函館第2岸壁18時50分発　青森第1岸壁22時50分着の3004便で就航[29]。
  - 10月1日 - ダイヤ改正により、常時津軽丸型で運航する客貨便の3時間50分運航開始。
- 1973年（昭和48年）12月28日 –旅客定員　通年1,330名[30]
- 1977年（昭和52年）
  - 3月7日 - 青函航路開設70周年を記念し各連絡船の「シンボルマーク」を発表。
  - 6月 – 両舷外壁に「シンボルマーク」設置
  - 7月 – 遊歩甲板室後壁に「シンボルマーク」設置[31]
- 1978年（昭和53年）
  - 4月 - レーダー情報処理装置（CAS）装備[32][33]
  - 5月1日 – 喫茶室「サロン海峡」営業開始（グリーン自由椅子席44席撤去）旅客定員1,286名[34]
- 1980年（昭和55年）5月27日 – 後部普通船室左舷椅子席と右舷雑居席の間の仕切りを撤去し、両舷通しの大部屋雑居席として映写用スクリーンと放送設備設置[35][36]。
- 1986年（昭和61年）10月6日 - 青函連絡船70万航海達成。70万航海目の船となった[37]。
- 1987年（昭和62年）4月1日 - 国鉄分割民営化に伴い、JR北海道に継承。船籍港も東京から函館に変更。
- 1988年（昭和63年）
  - 3月13日 - 函館第1岸壁17時00分発　青森第2岸壁20時55分着22便で本来の青函連絡船として終航。本便は上り最終便であった。その後同岸壁21時55分発[38]。　
  - 3月14日 - 函館港内1時45分着5005便で函館に戻り沖泊、12時00分から14時00分まで函館第1岸壁着岸後、沖泊、その後函館どつく岸壁へ[39]。
  - 5月26日 - 13時30分函館どつく離岸[40]
  - 5月27日 - 9時00分 - 11時40分まで試運転、13時10分函館第1岸壁着岸[41]
  - 5月31日 - 9時30分函館第1岸壁離岸　沖泊[42]
  - 6月2日 - 11時00分函館第1岸壁着岸[43]
  - 6月3日 - 函館第1岸壁9時30分発　青森第2岸壁13時30分着の2便で暫定復活運航再就航[44]、
  - 6月3日–9月18日 - 「青函トンネル開通記念博覧会」（青函博）でのイベントの一環として「アンコール運航」と銘打って、本船が函館から毎日1往復、十和田丸（2代）は青森から毎日1往復の計2往復の暫定復活運航が行われた。
  - 暫定運航期間中の7月9日夜から9月19日朝まで、夜間、函館・青森両桟橋停泊中の両船を使用して、シップホテルを営業[45]。利用に際しては「青函くつろぎカード」の事前購入を要した。宿泊料金は雑居席で一晩2500円、寝台室は部屋単位の発売で一室4名1万6000円だった。
  - 7月 - 日本海事科学振興財団（船の科学館）が購入。
  - 9月18日 - 青森第2岸壁14時15分　函館第1岸壁18時05分着の3便で終航[46]
  - 9月19日 - 函館第1岸壁14時00分離岸沖泊[47]
  - 9月 - 船体引渡し。ディーゼル機関車DE10 30と客車スハフ44 25積載。当初1994年（平成6年）開催を目指していた東京都主催の「世界都市博覧会」での展示公開準備のため三井造船千葉事業所へ回航、そのまま係船[48][49]
- 1991年（平成3年）1月 - 4月 - ジェノヴァ国際博覧会 出展のため三井造船千葉事業所で改装工事着手、プロペラ撤去、バウスラスタートンネル閉鎖その他水線下開口部閉鎖、外舷色を白と青に変更[50]。
  - 4月 - 12月 - 三井造船由良事業所へ回航、船首車両甲板下の船員居住区から総括制御室までが撤去され、第1主機室最左舷の主機械（三井造船製）が同社で保存するため陸揚げされ、ファンネルマークがJNRに戻された[51]。
  - 12月 - 三井造船千葉事業所に戻り内装工事。
- 1992年（平成4年）2月 - 三井造船千葉事業所での改造工事竣工[52]
- 1992年（平成4年）5月15日 - 8月15日 - イタリア、ジェノヴァ国際博覧会の日本館パビリオンとなる。
- 1995年（平成7年）5月31日 – 当初計画から2年延期の1996年（平成8年）開催予定の「世界都市博覧会」が、青島幸男東京都知事が同博覧会の中止を公約に当選し、中止決定。羊蹄丸公開も白紙撤回された。
- 1995年（平成7年）7月 – 船の科学館展示のため三井造船由良事業所で改装工事施行[48]
  - 10月 – 船の科学館の前面水域に係留[53]
- 1996年（平成8年）3月22日 - 船の科学館別館（フローティングパビリオン羊蹄丸）として一般公開された。
- 2003年（平成15年） - 2001年（平成13年）の九州南西海域工作船事件で自沈した不審船から引き上げられた武器等の遺留品を船内で1年あまりにわたり展示。
- 2008年（平成20年）3月7日 - 青函連絡船100周年記念行事を羊蹄丸・八甲田丸・摩周丸それぞれの会場で同時に行った。
- 2011年（平成23年）
  - 7月1日 - 船の科学館のリニューアルに合わせ、同年9月30日限りで閉鎖することを発表[54]。
  - 8月31日 - 無償譲渡の仮申し込み受付を終了。
  - 9月1日 - 51件の問い合わせと35件の譲渡申し込みがあった、と発表された[55]。
  - 9月30日 - 15時45分から休館記念式典として満船飾、出港の模擬実演などを実施。17時を以て船の科学館別館としての保存展示を終了。
  - 11月8日 - 愛媛県新居浜市『えひめ東予シップリサイクル研究会』への無償譲渡が決定。2012年に新居浜東港で一般公開後、解体され資源リサイクルのための研究に供される[56]。
- 新居浜東港にて公開中の羊蹄丸（2012年4月28日）2012年（平成24年）

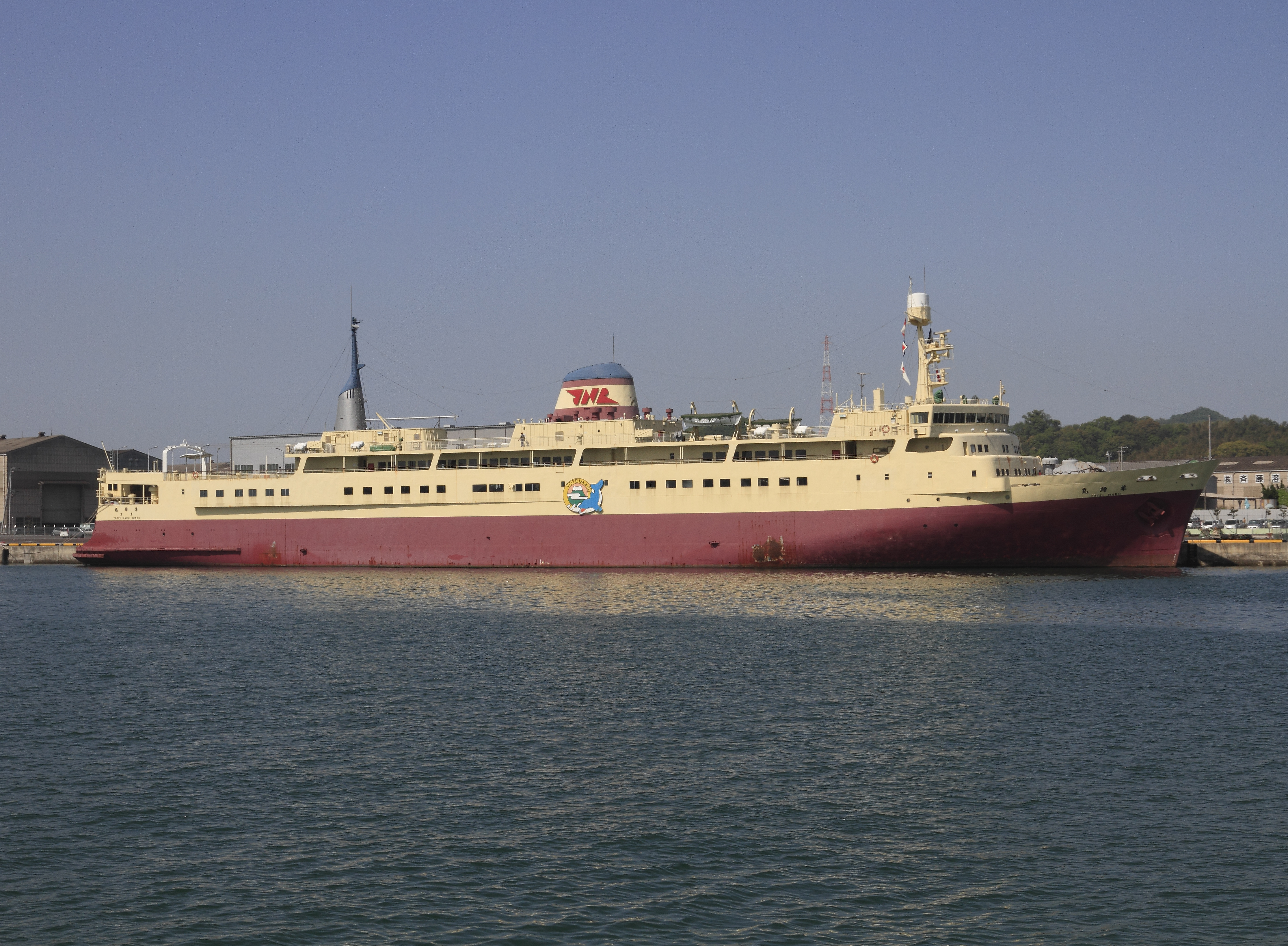
新居浜東港にて公開中の羊蹄丸（2012年4月28日）

  - 3月25日 - 解体のため午前8時30分船の科学館より 曳航船とよら丸の曳航にて出発、29日、新居浜東港に到着[57]。
  - 4月27日〜6月10日 - 新居浜市制施行75周年記念、新居浜高専創立50周年記念事業の一環として、新居浜東港黒島埠頭にて最後の一般公開。最終日には、国鉄社旗の掲揚、青函連絡船としての最終便の出航時刻に合わせ17時に函館出航の模擬が行われた。
  - 6月 – 一般公開終了後、車両甲板にあった「青函ワールド」のセットならびに「青函ワールド」ミニシアター観賞用のグリーン自由椅子席3脚搬出し青森の八甲田丸 へ移送[58]
  - 7月4日・5日 - 新居浜東港黒島埠頭にて船尾扉開放し車両甲板に積載していたスハフ44 25とDE10 30搬出[59]
  - 7月 - 香川県多度津町の宮地サルベージの岸壁にて解体工事開始
- 2013年（平成25年）
  - 4月 - 解体完了
  - 11月14日 - この解体作業がシップリサイクル条約（未発効）に沿って完全実施されたことを日本海事協会が認定。この条約で要求されるIHM, SRP及びSRFPへの適合鑑定が同一船舶に対し完全実施されるのは世界初であった[60][61]。

## 輸送・運航実績
- 運航期間 - 22年7か月
- 総運航回数 - 3万5826回
- 総運航距離 - 403万5060km（地球101周に相当する）
- 延べ旅客数 - 1178万3164人

## ギャラリー

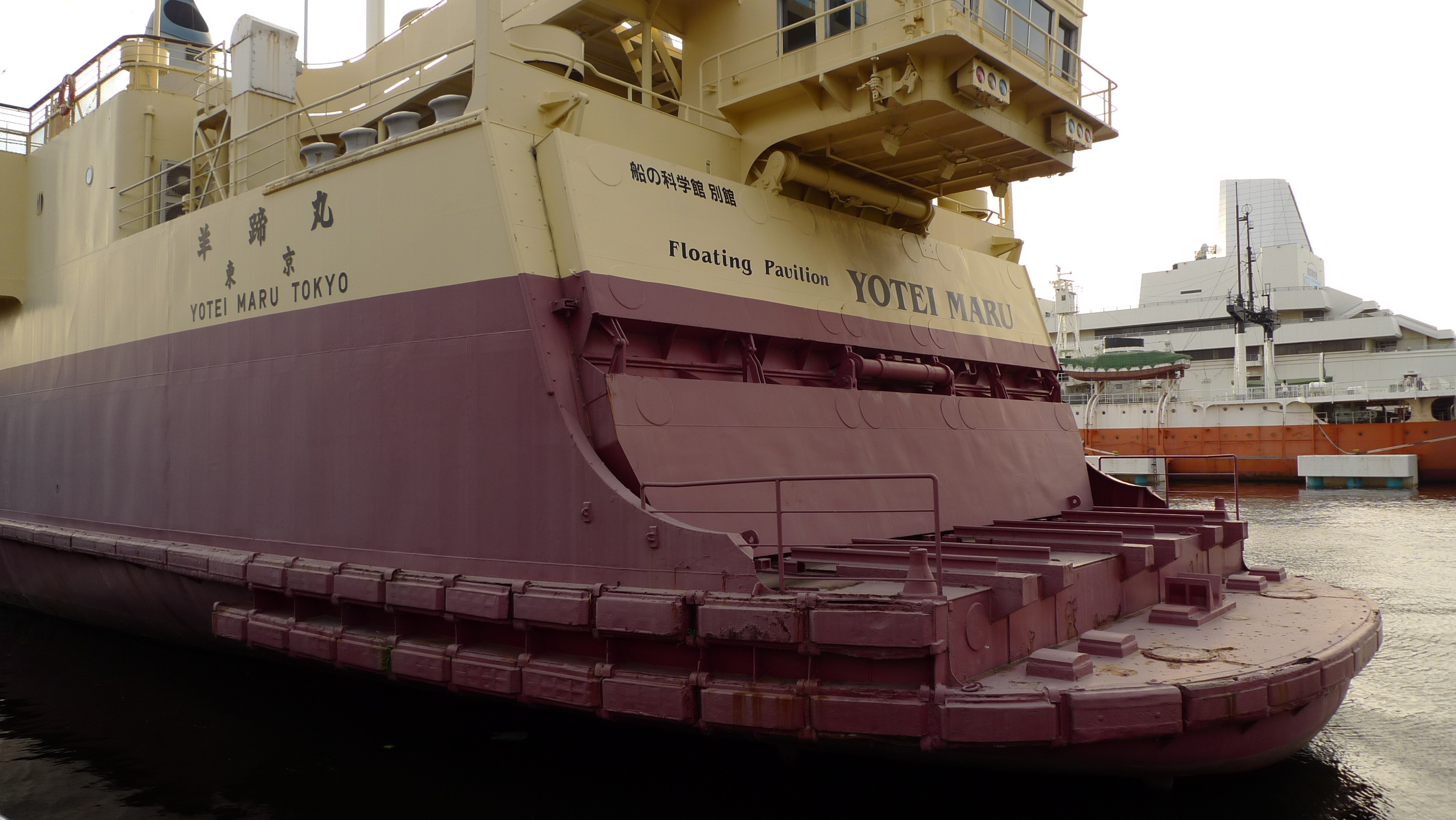
船尾（2011年8月撮影）
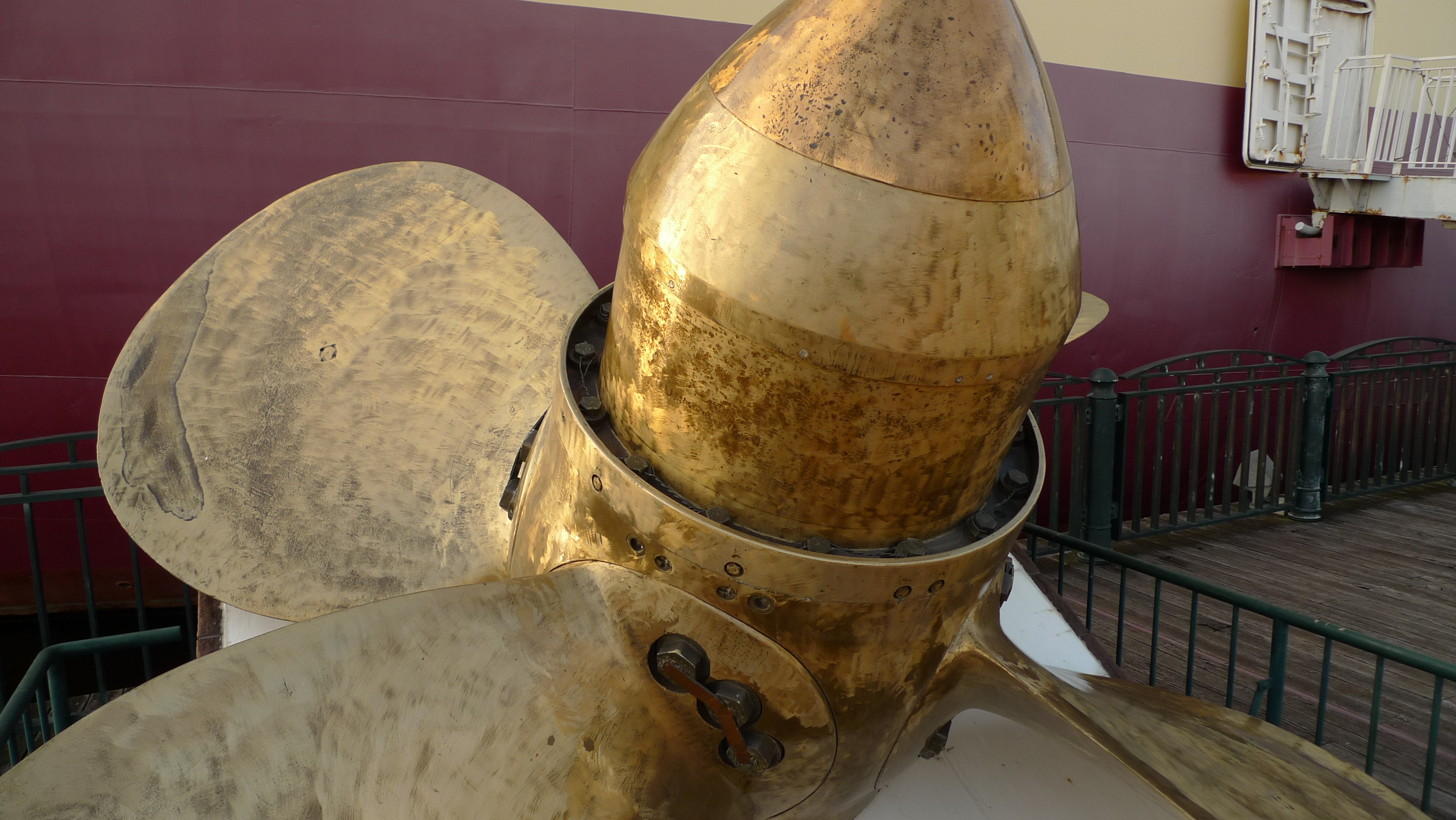
可変ピッチプロペラ（直径3,250 mm、重さ6.02 t）（2011年8月撮影）
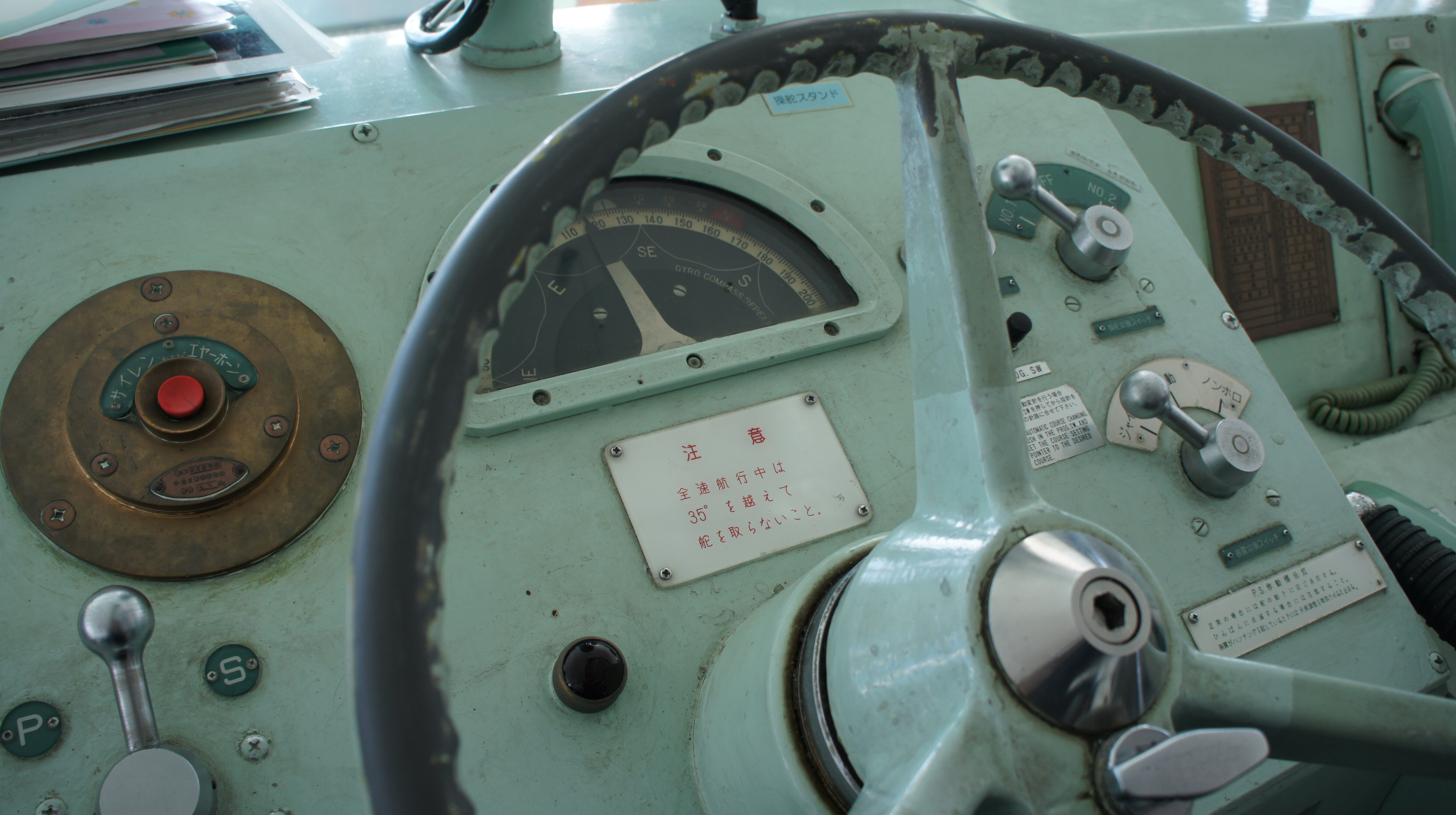
舵輪
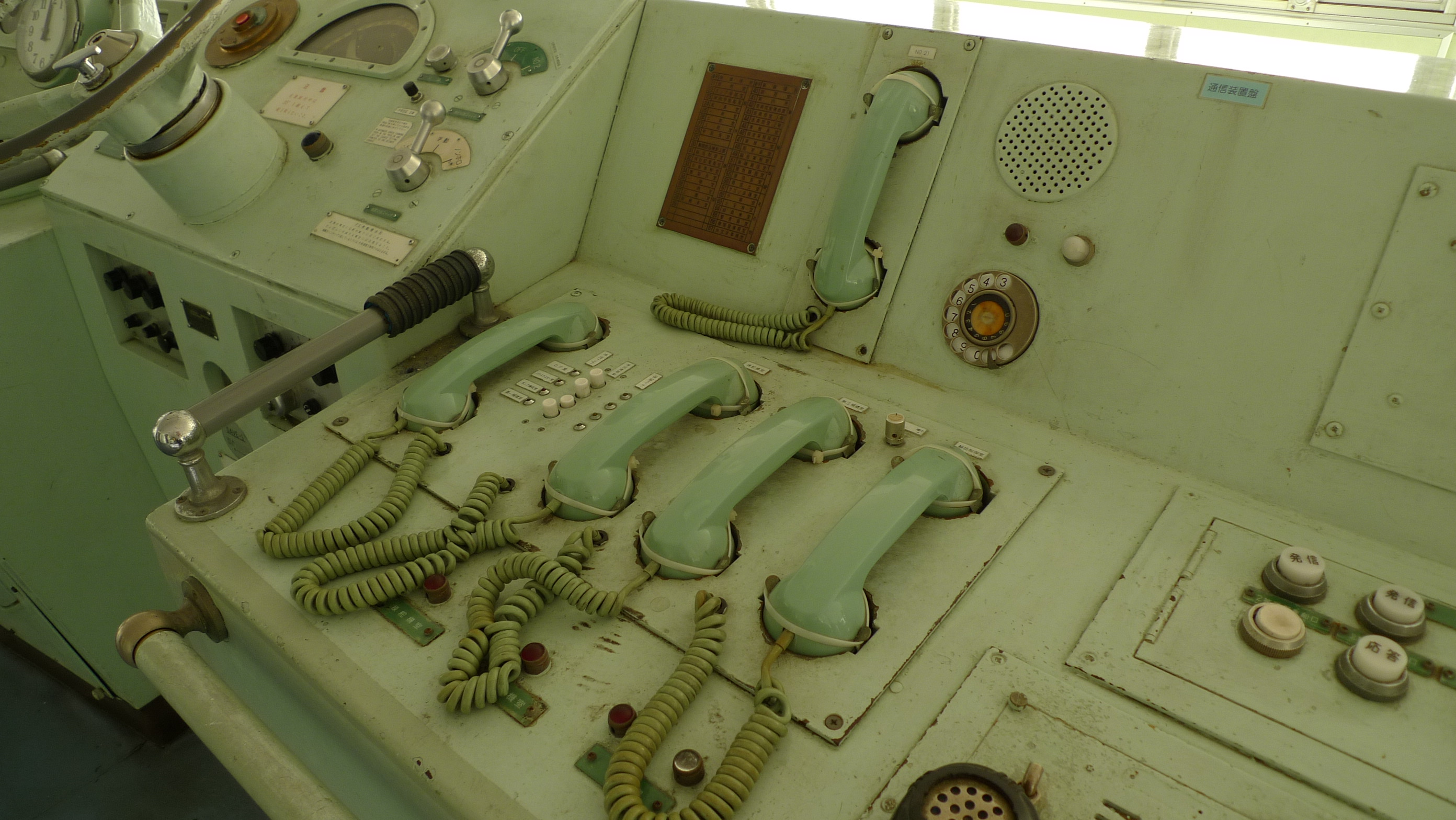
通信装置盤
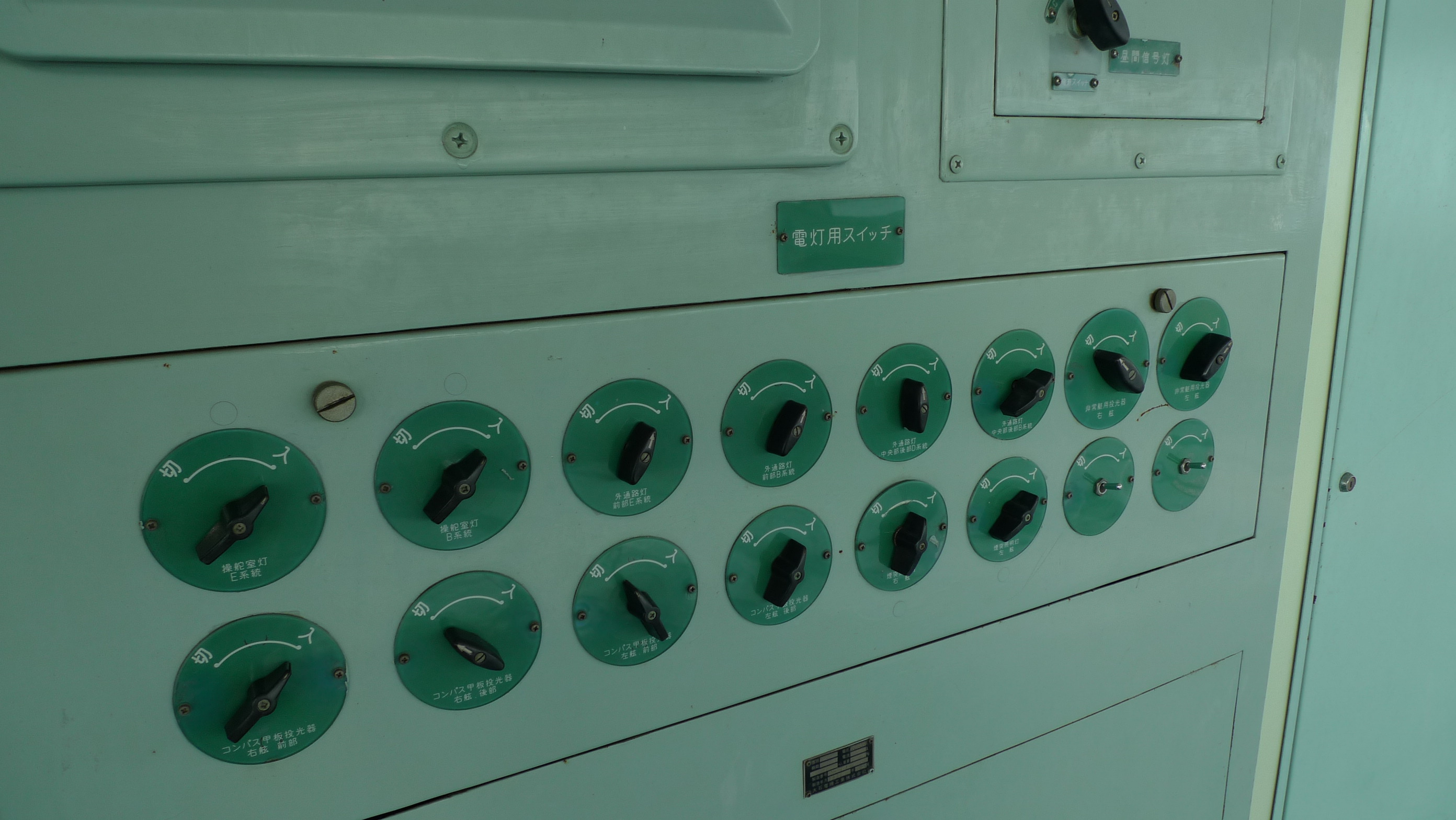
操舵室にある電灯用スイッチパネル

## 脚註
1. ↑  青函船舶鉄道管理局 1970, p. 35, 附表.
2. ↑  古川達郎 1971, p. 12.
3. ↑  古川達郎 1988, p. 162.
4. ↑  船舶積量測度法改正規則（1967.8.1.）による改測登録（1970.9.8.）後の総トン数[3]。
5. 1 2  青函船舶鉄道管理局 1978, p. 329.
6. ↑  古川達郎 1971, p. 11.
7. ↑  北海道旅客鉄道 1988, p. 371, 青函連絡船要目表.
8. ↑  古川達郎 2008, pp. 115–117.
9. ↑  古川達郎 1971, pp. 33–37.
10. ↑  古川達郎 1971, pp. 20–21.
11. ↑  古川達郎 1971, pp. 60–62, 65–69.
12. ↑  泉益生 1977, p. 274.
13. ↑  古川達郎 1971, p. 41.
14. ↑  古川達郎 1988, p. 166.
15. ↑  古川達郎 2008, p. 148.
16. ↑  古川達郎 1988, p. 283.
17. ↑  大神隆 2014, p. 264.
18. ↑  古川達郎 1971, p. 166.
19. ↑  古川達郎 1988, p. 168.
20. ↑  古川達郎 1966, pp. 189–191.
21. ↑  古川達郎 1988, p. 230.
22. ↑  古川達郎 1971, p. 295.
23. ↑  古川達郎 1988, p. 251.
24. ↑  古川達郎 1988, p. 235.
25. ↑  古川達郎 1971, p. 49.
26. ↑  松前丸は1.75：8で当初鉢巻なし、横幅は全船6.4 m[25]。
27. ↑  函館市青函連絡船記念館摩周丸『青函航路運航成績表』昭和40年7月26日、国鉄青函船舶鉄道管理局、1965年。
28. ↑  函館市青函連絡船記念館摩周丸『青函航路運航成績表』昭和40年7月29日、国鉄青函船舶鉄道管理局、1965年。
29. ↑  函館市青函連絡船記念館摩周丸『青函航路運航成績表』昭和40年8月5日、国鉄青函船舶鉄道管理局、1965年。
30. ↑  青函船舶鉄道管理局 1978, p. 345.
31. ↑  古川達郎 1988, p. 250.
32. ↑  函館市青函連絡船記念館摩周丸『青函連絡船運航ダイヤ』昭和53年4月12 - 29日、国鉄青函船舶鉄道管理局、1978年。
33. ↑  古川達郎 1988, p. 314.
34. ↑  青函船舶鉄道管理局 1978, p. 347.
35. ↑  函館市青函連絡船記念館摩周丸『青函連絡船運航ダイヤ』昭和55年5月9日 - 26日、国鉄青函船舶鉄道管理局、1980年。
36. ↑  北海道旅客鉄道 1988, p. 405.
37. ↑  北海道旅客鉄道 1988, p. 407.
38. ↑  函館市青函連絡船記念館摩周丸『青函連絡船運航ダイヤ』昭和63年3月13日、北海道旅客鉄道、1988年。
39. ↑  函館市青函連絡船記念館摩周丸『青函連絡船運航ダイヤ』昭和63年3月14日、北海道旅客鉄道、1988年。
40. ↑  函館市青函連絡船記念館摩周丸『青函航路運航ダイヤ』昭和63年5月26日、北海道旅客鉄道、1988年。
41. ↑  函館市青函連絡船記念館摩周丸『青函航路運航ダイヤ』昭和63年5月27日、北海道旅客鉄道、1988年。
42. ↑  函館市青函連絡船記念館摩周丸『青函航路運航ダイヤ』昭和63年5月31日、北海道旅客鉄道、1988年。
43. ↑  函館市青函連絡船記念館摩周丸『青函航路運航ダイヤ』昭和63年6月2日、北海道旅客鉄道、1988年。
44. ↑  函館市青函連絡船記念館摩周丸『青函航路運航ダイヤ』昭和63年6月3日、北海道旅客鉄道、1988年。
45. ↑  函館市青函連絡船記念館摩周丸『青函航路運航ダイヤ』昭和63年6月3日 - 9月19日、北海道旅客鉄道、1988年。
46. ↑  函館市青函連絡船記念館摩周丸『青函航路運航ダイヤ』昭和63年9月18日、北海道旅客鉄道、1988年。
47. ↑  函館市青函連絡船記念館摩周丸『青函航路運航ダイヤ』昭和63年9月19日、北海道旅客鉄道、1988年。
48. 1 2  古川達郎 2002, p. 23.
49. ↑  大神隆 2014, p. 265.
50. ↑  大神隆 2014, p. 266.
51. ↑  大神隆 2014, pp. 266–267.
52. ↑  大神隆 2014, p. 267.
53. ↑  大神隆 2014, p. 268.
54. ↑  船の科学館 本館展示の休止について（2011年8月9日時点のアーカイブ） 船の科学館お知らせ 2011年7月15日告示
55. ↑  青函連絡船“羊蹄丸”無償譲渡について (PDF) （2011年12月16日時点のアーカイブ）
56. ↑  “羊蹄丸、愛媛に譲渡 船舶リサイクル研究のため”. MSN産経ニュース (産経新聞社). (2011年11月8日).  オリジナルの2011年11月8日時点におけるアーカイブ。
57. ↑  青函連絡船「羊蹄丸」、終着港に到着　愛媛・新居浜 - YouTube（朝日新聞社提供、2012年3月29日公開）
58. ↑  「青函ワールド」およびグリーン自由椅子席2脚は直接、残り1脚は搬出作業担当会社から個人経由で八甲田丸へ
59. ↑  「羊蹄丸」内から鉄道車両を搬出 - YouTube（愛媛新聞社提供、2012年7月5日公開）
60. ↑  『読売新聞』2013年11月16日夕刊3版13面
61. ↑  「シップリサイクル条約「羊蹄丸」を初認定」えひめ東予研解体協力『産経新聞』2013年11月16日